# Temelli, Dargeçit
Temelli là một xã thuộc huyện Dargeçit, tỉnh Mardin, Thổ Nhĩ Kỳ. Dân số thời điểm năm 2010 là 1.307 người.